# Sirisak Yodyardthai
Sirisak Yodyardthai (taj. ศิริศักดิ์ ยอดญาติไทย, ur. 29 marca 1969 w Maha Sarakham) – tajski piłkarz grający na pozycji pomocnika, a po zakończeniu kariery trener.

## Kariera piłkarska
W swojej karierze piłkarskiej Yodyardthai grał w klubie Osotspa.

## Kariera trenerska
W latach 2015–2017 Yodyardthai był trenerem klubu Thai Honda FC. W 2017 został zatrudniony jako asystent selekcjonera reprezentacji Tajlandii, Milovana Rajevaca. W 2019 roku zastąpił tymczasowo Rajevaca po pierwszym meczu fazy grupowej Pucharu Azji 2019. Tajlandia uległa w nim reprezentacji Indiom 1:4.